# سیارک ۵۰۳۱
سیارک ۵۰۳۱ (به انگلیسی: 5031 Svejcar، نامگذاری:1990FW1) پنج هزار و سی و یکمین سیارک کشف شده‌است که در ۱۶ مارس ۱۹۹۰ کشف شد.
قدر مطلق سیارک برابر ۱۳٫۹۰ است.